# Thermiek

Opstijgende warme luchtbellen tussen de grond en een cumuluswolk.

Thermiek bestaat uit opstijgende warme luchtbellen.
De zon verwarmt de aarde, waarvan het oppervlak niet homogeen van samenstelling is, denk aan zand of kleigrond. Hoe minder vocht de bodem bevat, hoe sneller de bodem en de lucht erboven opwarmen. De warmere lucht, met een lagere dichtheid door de uitzetting, boven de grond stijgt op (convectie). Er ontstaat dan thermiek, of ook wel thermiekbellen genoemd. Hierin kunnen zweefvliegtuigen (en vogels) al cirkelend hoogte winnen om met de gewonnen hoogte grote afstanden af te kunnen leggen. Ook deltavliegers en parapentes (paragliders) maken gebruik van deze thermiek. De waterdamp in de thermiekbel kan condenseren op een hoogte waar, door de dalende temperatuur, de relatieve luchtvochtigheid tot ca. 100% is gestegen. Er ontstaat dan een wolk. Door thermiek ontstaan in voldoende afgekoelde en vochtige omgevingslucht stapelwolken (Latijnse naam cumulus). We spreken dan van natte thermiek. Wanneer na opstijging van warme luchtbellen de lucht te droog blijft en er geen wolken ontstaan, dan is er sprake van droge thermiek. De stijgsnelheid van luchtbellen wordt bepaald door het temperatuurverschil tussen de lucht in de bel en de omgevingslucht. Hoe groter dit verschil, hoe groter de stijgsnelheid zal zijn. De waarden kunnen uiteenlopen van enkele meters per seconde tot meer dan 10 meter per seconde. Zeer grote stijgsnelheden komen vooral voor in de buurt van buien en kunnen gevaarlijk zijn, mede door de ook aanwezige daalstromen.